# Roberto López (honduraski piłkarz)
Roberto Josué López Díaz (ur. 23 kwietnia 1995 w San Pedro Sula) – honduraski piłkarz występujący na pozycji bramkarza, od 2023 roku zawodnik Olancho.